# Festival de la Canción de Eurovisión Junior 2012
El X Festival de la Canción de Eurovisión Junior se celebró el 1 de diciembre de 2012 en el Heineken Music Hall de Ámsterdam. La organización a cargo de los Países Bajos fue anunciada por la Unión Europea de Radiodifusión el 11 de octubre de 2011 en una reunión en Armenia. Países Bajos ya celebró el Festival de la Canción de Eurovisión Junior 2007 en Róterdam, donde el ganador fue Alexey Zhigalkovich representando a Bielorrusia con la canción S druzyami.
Los presentadores de esta edición fueron Kim-Lian van der Meij (que presentó también la edición de 2007) y Ewout Genemans.
Los favoritos según la mayoría de los eurofans eran Israel, Rusia y los Países Bajos. Sin embargo, no quedarían en las posiciones previstas. Ucrania y la cantante Anastasiya Petryk con el tema Nebo terminaría ganando el festival con 138 puntos. Recibió 8 máximas puntuaciones, empatando con el récord de María Isabel en 2004 y el trío Bzikebi de Georgia en 2008. El segundo lugar con 103 puntos fue para Georgia con el tema Funky Lemonade, y el tercer lugar con 98 puntos fue para Armenia, que compitieron con Compass Band y su tema Sweetie Baby.

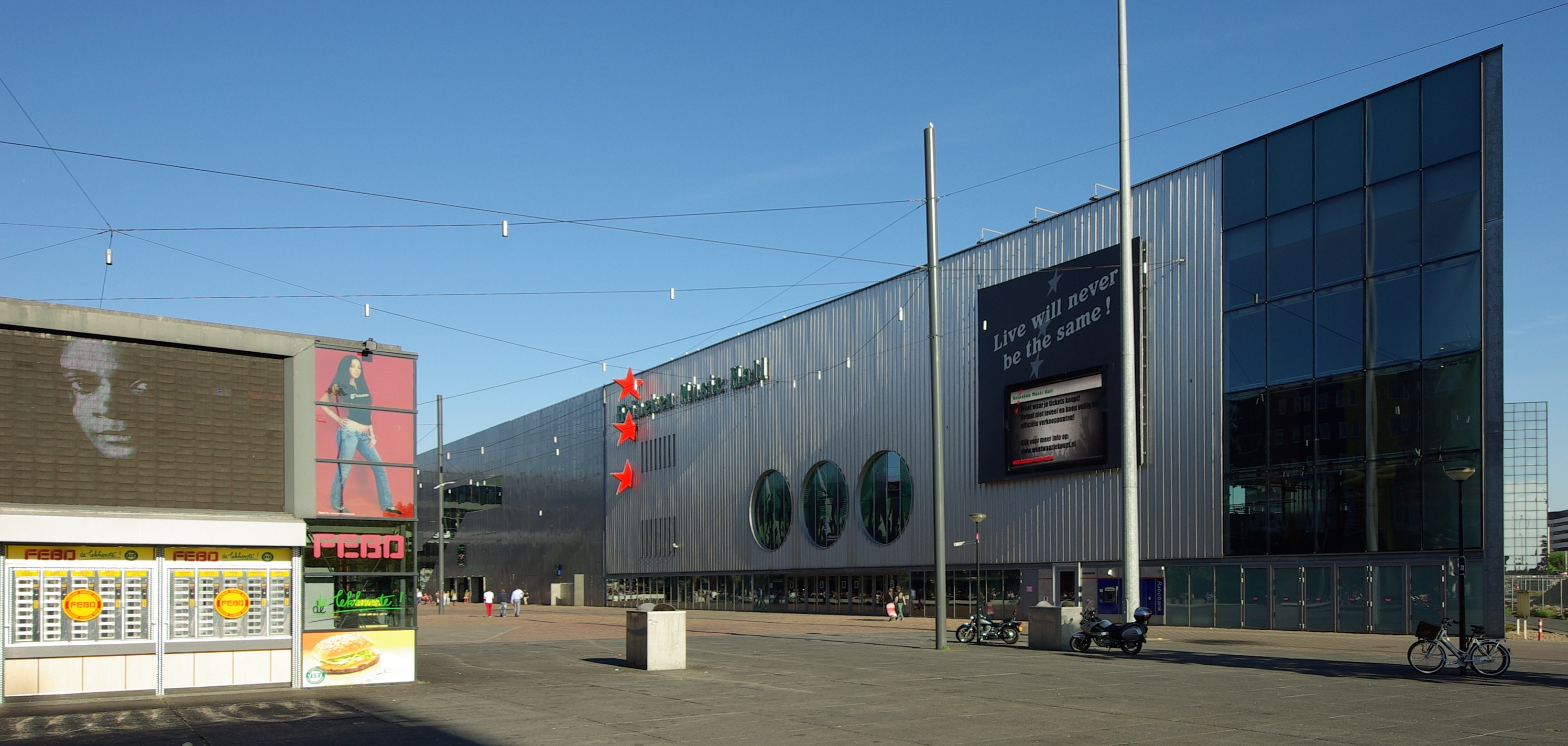
Heineken Music Hall, sede de esta edición del festival

## Países participantes
De los 16 fundadores, en esta edición participan cuatro: Bélgica, Bielorrusia, Países Bajos y Suecia.
12 países confirmaron su participación en el certamen. De todas formas, la Unión Europea de Radiodifusión esperaba que esta cifra incrementara en las próximas semanas a 16 países, teniendo la esperanza de conseguir un número mayor de participantes respecto a últimas ediciones del certamen al cumplirse en esta ocasión diez años de celebración de este festival, pero no se consiguió. La fecha límite para confirmar la participación o retirada fue el pasado 29 de junio de 2012, aunque la UER la publicó el 31 de agosto.Por otro lado, Bulgaria que volvió al certamen el pasado año tras dos años de ausencia, ha confirmado que han tomado la decisión de no participar en esta edición y por lo tanto confirman su retirada. El 27 de junio se confirmaba que tanto Letonia como Lituania se retiraban del concurso alegando problemas económicos. Por otro lado, el 10 de julio se confirmaba el debut de Israel en el certamen. En cambio, el 13 de julio la MKRTV confirmaba que la Antigua República Yugoslava de Macedonia se retiraba del certamen después de haber sido uno de los pocos países que había acudido a todas las ediciones sin faltar a ninguna hasta la fecha. El motivo de la retirada fue la falta de presupuesto para el concurso y el no estar de acuerdo con el actual sistema de votación, que fomenta según ellos el voto entre vecinos; dejando siempre al país en los últimos puestos al no disponer de vecinos suficientes. Pero unos días más tarde, el 25 de julio, la RTSH confirmó que Albania debutaría en esta edición del festival. El 31 de agosto se publicó la lista de participantes, 12 países confirmados con Azerbaiyán.
Por otra parte, San Marino confirmó que tampoco participará en esta edición pese al interés que mostró en debutar desde el Festival de la Canción de Eurovisión Junior 2011, donde se retiró finalmente sin llegar a participar a causa de la falta de tiempo para encontrar una candidatura que representara al país.
Según las reglas del festival, cada participante en el certamen, deberá cantar en uno de los idiomas oficiales del país al que represente. Además, los participantes deberán tener edades comprendidas entre los 10 y los 15 años.

### Canciones y selección
Finalmente, 12 fueron los países participantes en la edición de 2012, siendo la cantidad más pequeña de participantes desde su creación en 2003.
| País y TV          | Título original de la canción  | Artista                        | Proceso y fecha de selección                             |
| País y TV          | Traducción al español          | Idiomas                        | Proceso y fecha de selección                             |
| ------------------ | ------------------------------ | ------------------------------ | -------------------------------------------------------- |
| Albania RTSH       | "Kam një këngë vetëm për ju"   | Igzidora Gjeta                 | Junior Fest Albania 2012, 4-10-12                        |
| Albania RTSH       | Tengo una canción solo para ti | Albanés                        | Junior Fest Albania 2012, 4-10-12                        |
| Armenia AMPTV      | "Sweetie Baby"                 | Compass Band                   | Final Nacional, 30-09-12                                 |
| Armenia AMPTV      | Dulce niña                     | Armenio e inglés               | Final Nacional, 30-09-12                                 |
| Azerbaiyán İctimai | "Girls and Boys"               | Suada y Omar                   | Elección Interna 9-10-12                                 |
| Azerbaiyán İctimai | Chicas y chicos                | Azerí e inglés                 | Elección Interna 9-10-12                                 |
| Bélgica VRT        | "Abracadabra"                  | Fabian                         | Junior Eurosong 2012, 5-10-12                            |
| Bélgica VRT        | -                              | Neerlandés                     | Junior Eurosong 2012, 5-10-12                            |
| Bielorrusia BTRC   | "A More-More"                  | Egor Zheshko                   | Final nacional, 28-09-12                                 |
| Bielorrusia BTRC   | Oh, mar mar                    | Ruso e italiano                | Final nacional, 28-09-12                                 |
| Georgia GPB        | "Funky Limonade"               | The Funkids                    | Final nacional, 10-10-12 (cantante elegido internamente) |
| Georgia GPB        | Funky limonada                 | Georgiano                      | Final nacional, 10-10-12 (cantante elegido internamente) |
| Israel IBA         | "Let the music win"            | Kids.il                        | Final nacional, 13-09-12                                 |
| Israel IBA         | Qué la música gane             | Hebreo, ruso, francés e inglés | Final nacional, 13-09-12                                 |
| Moldavia TRM       | "Toate vor fi"                 | Denis Midone                   | Final nacional, 05-10-12                                 |
| Moldavia TRM       | Todo irá bien                  | Rumano e inglés                | Final nacional, 05-10-12                                 |
| Países Bajos AVRO  | "Tik Tak Tik"                  | Femke                          | Junior Songfestival 2012, 06-10-12                       |
| Países Bajos AVRO  | Tic Tac Tic                    | Neerlandés                     | Junior Songfestival 2012, 06-10-12                       |
| Rusia RTR          | "Sensation"                    | Lerika                         | Final nacional, 3-06-12                                  |
| Rusia RTR          | Sensación                      | Ruso e inglés                  | Final nacional, 3-06-12                                  |
| Suecia SVT         | "Mitt mod"                     | Lova Sönnerbo                  | Lilla Melodifestivalen 2012, 6-06-12                     |
| Suecia SVT         | Mi valor                       | Sueco                          | Lilla Melodifestivalen 2012, 6-06-12                     |
| Ucrania NTU        | "Nebo"                         | Anastasiya Petryk              | Final nacional, 8-07-12                                  |
| Ucrania NTU        | Arriba                         | Ucraniano e inglés             | Final nacional, 8-07-12                                  |

#### Artistas que regresan
- Lerika: Representó a Moldavia en la edición anterior con la canción "No-No" quedando en la sexta posición con 78 puntos.

### Países Retirados
- Bulgaria: Decidió retirarse, debido a los problemas financieros.[10]
- Letonia: Decidió retirarse, debido a su mal resultado en la edición anterior y por la difícil situación financiera.
- Lituania: Decidió retirarse, debido a los bajos niveles de audiencia y por problemas económicos.[41]
- Macedonia: Decidió retirarse, debido a qué no estuvo de acuerdo con el sistema de votación.[12]

## Resultados
| N.º | País         | Intérprete(s)     | Canción                    | Lugar | Puntos |
| --- | ------------ | ----------------- | -------------------------- | ----- | ------ |
| 01  | Bielorrusia  | Egor Zheshko      | A More-More                | 9     | 56     |
| 02  | Suecia       | Lova Sönnerbo     | Mitt mod                   | 6     | 70     |
| 03  | Azerbaiyán   | Suada y Omar      | Girls and Boys             | 11    | 49     |
| 04  | Bélgica      | Fabian            | Abracadabra                | 5     | 72     |
| 05  | Rusia        | Lerika            | Sensation                  | 4     | 88     |
| 06  | Israel       | Kids.il           | Let the music win          | 8     | 68     |
| 07  | Albania      | Igzidora Gjeta    | Kam një këngë vetëm për ju | 12    | 35     |
| 08  | Armenia      | Compass Band      | Sweetie Baby               | 3     | 98     |
| 09  | Ucrania      | Anastasiya Petryk | Nebo                       | 1     | 138    |
| 10  | Georgia      | Funkids           | Funky Limonade             | 2     | 103    |
| 11  | Moldavia     | Denis Midone      | Toate vor fi               | 10    | 52     |
| 12  | Países Bajos | Femke             | Tik Tak Tik                | 7     | 69     |

#### Portavoces
| - Albania - Keida Dervishi - Armenia - Michael Varosyan (Exintegrante del grupo Compass Band) - Azerbaiyán - Leila Hajili - Bélgica - Femke Verschueren (Representante de Bélgica en la edición anterior) - Bielorrusia - Maria Drozdova - Georgia - CANDY (Representantes y ganadoras en la edición anterior) - Israel - Maayan Aloni - Moldavia - Felcia Genunchi | - Países Bajos - Lidewei Loot - Rusia - Valentin Sadiki (Portavoz de Rusia en la edición anterior) - Suecia - Leya Gullström - Ucrania - Kristall (Representante de Ucrania en la edición anterior) |  |

### Votación

#### Tabla de puntuaciones
| ......Participante.....                                                | Pts. | Jurado Infantil | Bandera de Bielorrusia | Bandera de Suecia | Bandera de Azerbaiyán | Bandera de Bélgica | Bandera de Rusia | Bandera de Israel | Bandera de Albania | Bandera de Armenia | Bandera de Ucrania | Bandera de Moldavia | Bandera de los Países Bajos | Bandera de Georgia |
| ---------------------------------------------------------------------- | ---- | --------------- | ---------------------- | ----------------- | --------------------- | ------------------ | ---------------- | ----------------- | ------------------ | ------------------ | ------------------ | ------------------- | --------------------------- | ------------------ |
| Bielorrusia                                                            | 56   | 1               |                        | 1                 | 7                     | 2                  | 4                | 1                 | 2                  | 7                  | 10                 | 2                   | 0                           | 7                  |
| Suecia                                                                 | 70   | 6               | 7                      |                   | 1                     | 5                  | 5                | 7                 | 12                 | 2                  | 2                  | 7                   | 4                           | 0                  |
| Azerbaiyán                                                             | 49   | 2               | 2                      | 3                 |                       | 1                  | 3                | 0                 | 10                 | 0                  | 5                  | 0                   | 3                           | 8                  |
| Bélgica                                                                | 72   | 3               | 3                      | 7                 | 3                     |                    | 7                | 6                 | 7                  | 5                  | 1                  | 6                   | 8                           | 4                  |
| Rusia                                                                  | 88   | 8               | 10                     | 8                 | 2                     | 8                  |                  | 4                 | 0                  | 8                  | 6                  | 10                  | 6                           | 6                  |
| Israel                                                                 | 68   | 4               | 5                      | 4                 | 5                     | 4                  | 8                |                   | 1                  | 6                  | 8                  | 1                   | 7                           | 3                  |
| Albania                                                                | 35   | 0               | 0                      | 0                 | 12                    | 0                  | 0                | 3                 |                    | 1                  | 0                  | 4                   | 2                           | 1                  |
| Armenia                                                                | 98   | 5               | 8                      | 6                 | 0                     | 7                  | 10               | 10                | 3                  |                    | 12                 | 3                   | 10                          | 12                 |
| Ucrania                                                                | 138  | 10              | 12                     | 12                | 4                     | 12                 | 12               | 12                | 6                  | 12                 |                    | 12                  | 12                          | 10                 |
| Georgia                                                                | 103  | 12              | 6                      | 10                | 8                     | 6                  | 6                | 8                 | 5                  | 10                 | 7                  | 8                   | 5                           |                    |
| Moldavia                                                               | 52   | 0               | 4                      | 2                 | 10                    | 3                  | 2                | 5                 | 3                  | 3                  | 4                  |                     | 1                           | 2                  |
| Países Bajos                                                           | 69   | 7               | 1                      | 5                 | 6                     | 10                 | 1                | 2                 | 8                  | 4                  | 3                  | 5                   |                             | 5                  |
| Todos los participantes reciben 12 puntos al inicio de las votaciones. |      |                 |                        |                   |                       |                    |                  |                   |                    |                    |                    |                     |                             |                    |

- Georgia tenía que votar en 11° lugar, pero votó última.

#### Máximas puntuaciones
Tras la votación, los países que recibieron 12 puntos (máxima puntuación que podía otorgar jurado y televoto) fueron:
| N.º | A       | De                                                                           |
| --- | ------- | ---------------------------------------------------------------------------- |
| 8   | Ucrania | Armenia, Bélgica, Bielorrusia, Israel, Moldavia, Países Bajos, Rusia, Suecia |
| 2   | Armenia | Georgia, Ucrania                                                             |
| 1   | Albania | Azerbaiyán                                                                   |
| 1   | Georgia | Jurado Infantil                                                              |
| 1   | Suecia  | Albania                                                                      |

## Festival

### Votaciones
Al igual que en el Junior Songfestival holandés de la AVRO, a partir de esta edición hubo un jurado formado por niños de 10 a 15 años, con experiencia musical. Cada niño puntuó la canción y, durante los "interval acts" se dieron a conocer los puntos de todo el jurado, que al igual que los que otorga cada país, van desde el 1-7, 8, 10 y 12.

## Curiosidades
- Lerika participa esta vez en representación de Rusia, mientras que el año anterior en Festival de la Canción de Eurovisión Junior 2011 lo hizo con Moldavia. Es la primera persona en la historia del festival que ha participado por dos países diferentes y también en 2 ediciones consecutivas.